# Sämskars Båtgrundet
Sämskars Båtgrundet med Kackurs Båtgrundet är en ö i Finland. Den ligger i Bottenviken och i kommunen Larsmo i den ekonomiska regionen  Jakobstadsregionen i landskapet Österbotten, i den nordvästra delen av landet. Ön ligger omkring 89 kilometer nordöst om Vasa och omkring 420 kilometer norr om Helsingfors.
Öns area är 0,97 kvadratkilometer och dess största längd är 1,6 kilometer i nord-sydlig riktning.

## Sammansmälta delöar
- Sämskars Båtgrundet 63°47′12″N 22°35′35″Ö / 63.78667°N 22.59298°Ö
- Kackurs Båtgrundet 63°47′25″N 22°36′15″Ö / 63.79032°N 22.60414°Ö